# Kimmo Schroderus
Kimmo Schroderus, född 7 februari 1970 i Jyväskylä, är en finländsk skulptör. 
Schroderus studerade 1991–1995 och 1996–1998 vid Bildkonstakademin samt 1995–1996 vid Kungliga Konsthögskolan i Stockholm. Han väckte på 1990-talet uppmärksamhet med färgstarka kompositioner gjorda av hopsydda läderbitar samt parafraser på inredningsföremål. Efter en period med trä som huvudsakligt material började han komponera abstrakta skulpturer av hopsvetsade stålstänger. Dessa med stor teknisk elegans utförda arbeten (till exempel verket Kuru, beställt av Helsingfors stad för ett torg i Östra centrum) äger en formrytm som kan associera till vattenkaskader. Han tilldelades Ars Fennica-priset 2004.